# Summertown (Tennessee)
Summertown – jednostka osadnicza w Stanach Zjednoczonych, w stanie Tennessee, w hrabstwie Lawrence.